# Дженні Лі
Дженні Лі (англ. Jenny Lee; 1972, Сінгапур) — сингапурський венчурний капіталіст. Керуючий партнер GGV Capital, що базується в Шанхаї, Лі була №10 і першою жінкою, що займається венчурним капіталом, у топ-10 списку Forbes Midas 2015.
У 2016 році вона посіла 100 місце у списку 100 найвпливовіших жінок Forbes у світі (англ. Forbes list of The World's 100 Most Powerful Women).

## Біографія
Народилась у родині вчителя китайської школи та домогосподарки. Має брата Гонга Менге, який працює інженером. Вона була студенткою жіночої школи CHIJ Saint Nicholas Girls' School та закладу Hwa Chong Junior College.
Вона одружена з Вінсентом Ко.

## Кар’єра
Вона вивчала інженерію в Корнелльському університеті в Нью-Йорку з 1991 р. до 1995 р. і закінчила його зі дипломами бакалавра мистецтв і наук та магістра наук. Після повернення вона приєдналася до ST Aerospace як інженер.
У 2001 році вона отримала ступінь магістра ділового адміністрування в школі менеджменту Kellogg School of Management в Чикаго. Саме її дворічне перебування в цьому навчальному закладі відкрило їй очі на інший шлях кар’єри.
Побачивши, що американський фондовий ринок процвітав, а потім розпався в 2001 році, і як ринки капіталу вплинули на всіх, це дало їй зрозуміти, що «великий світ назовні, і вона хотіла вийти туди і дізнатись більше».
У 2001 році вона повернулася до Сінгапуру.
Вона знайшла роботу з Morgan Stanley в Гонконзі. Через рік вона приєдналася до японської фірми венчурного капіталу JAFCO Asia.
У 2005 році вона приєдналася до GGV Capital як керуючий партнер та брала участь у створенні GGV присутності в Китаї. Працюючи з GGV, фірма інвестувала в стартапи, такі як Alibaba, Didi Chuxing, Xiaomi, Toutiao та Grab у Південно-Східній Азії.